# Valle (genre)
Pour les articles homonymes, voir Valle.
Genre
Valle est un genre d'opilions eupnois de la famille des Sclerosomatidae.

## Distribution
Les espèces de ce genre sont endémiques de l'État de Mérida au Venezuela.

## Liste des espèces
Selon World Catalogue of Opiliones (15/05/2021) :
- Valle cuchillanus González-Sponga, 2003
- Valle grandensis González-Sponga, 2003
- Valle sanjavierensis González-Sponga, 2003

## Publication originale
- González-Sponga, 2003 : « Arácnidos de Venezuela. Seis nuevos géneros y ocho nuevas especies de Opiliones Palpatores del Edo. Mérida (Phalangidae: Gagrellinae). Lista de las especies de Palpatores descritos de Venezuela. » Academia de Mérida, vol. 8, no 16, p. 81–118.